# Larraya
Larraya en espagnol et Larraia en basque est un village situé dans la commune de Cendea de Cizur dans la Communauté forale de Navarre, en Espagne. Il est doté du statut de concejo.
Larraya est situé dans la zone linguistique mixte de Navarre.